# Colmar Agglomération
Colmar Agglomération est une communauté d'agglomération française, située dans le département du Haut-Rhin. Elle fait partie du pôle métropolitain d'Alsace qui fédère les grandes intercommunalités alsaciennes. Son président actuel est Éric Straumann.

## Historique
Elle a été créée le 1er novembre 2003. Il y avait alors 8 communes: Colmar, Horbourg-Wihr, Houssen, Ingersheim, Sainte-Croix-en-Plaine, Turckheim, Wettolsheim, Wintzenheim. 
En 2006 adhère la commune de Jebsheim. 
Par l'arrêté préfectoral du 23 novembre 2011, les cinq communes suivantes adhèrent également : Herrlisheim-près-Colmar, Niedermorschwihr, Sundhoffen, Walbach et Zimmerbach .
Selon le Schéma de l'intercommunalité de la préfecture du Haut-Rhin, la CAC et le Ried-Brun devaient fusionner dans une nouvelle collectivité. 
Au cours du mois de septembre 2015, la CAC devient Colmar Agglomération. 
À la suite de la dissolution du Ried Brun, le 1er janvier 2016, six autres communes adhèrent à l'agglomération: Andolsheim, Bischwihr, Fortschwihr, Muntzenheim, Wickerschwihr ainsi que la commune nouvelle de Porte-du-Ried, issu de la fusion des communes de Holtzwihr et Riedwihr.

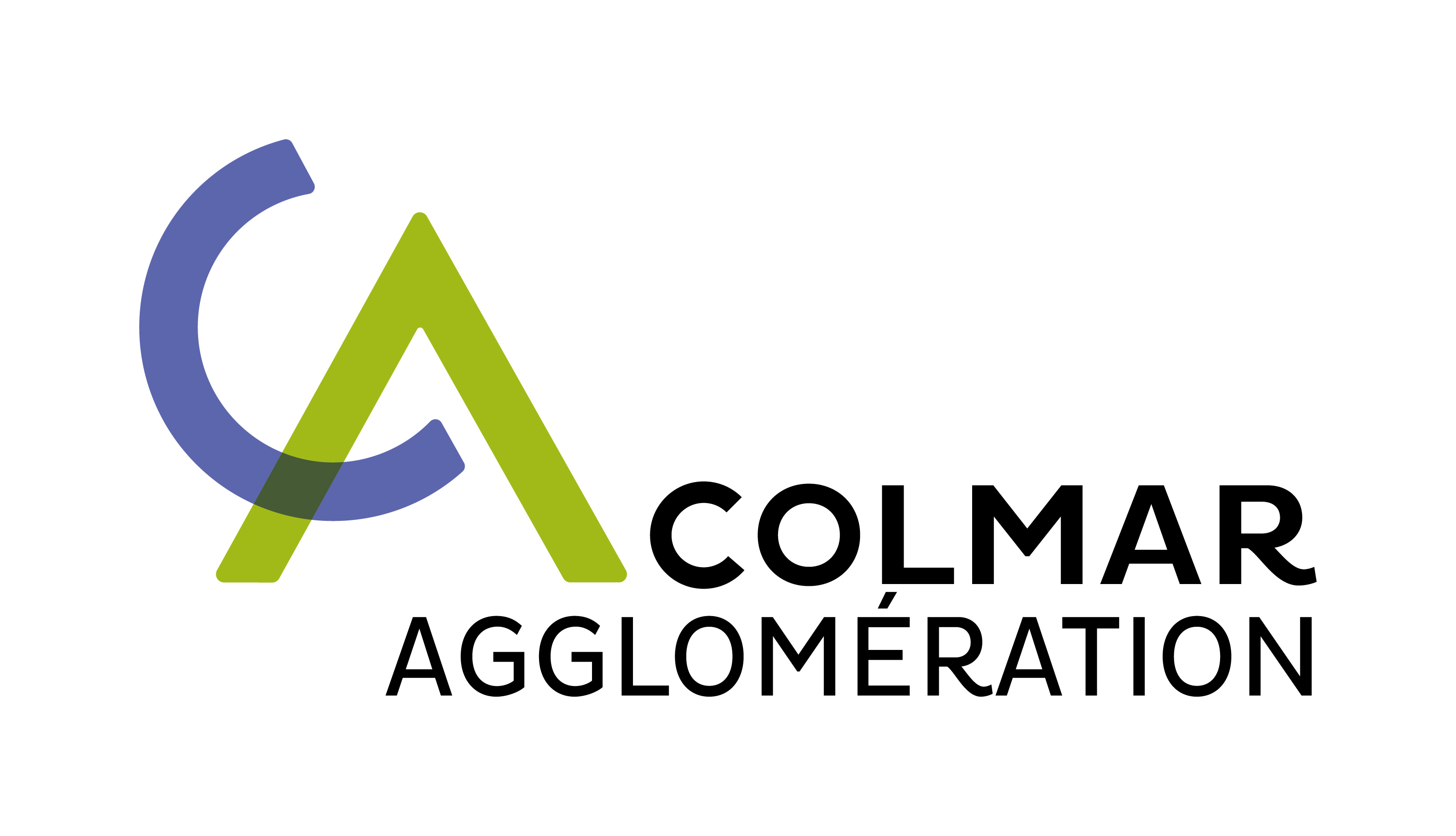
Le logo de Colmar agglomération depuis 2015.
Le logo de la Communauté d’Agglomération de Colmar utilisé de 2003 à 2015.

#### Établissements publics de coopération intercommunale limitrophes

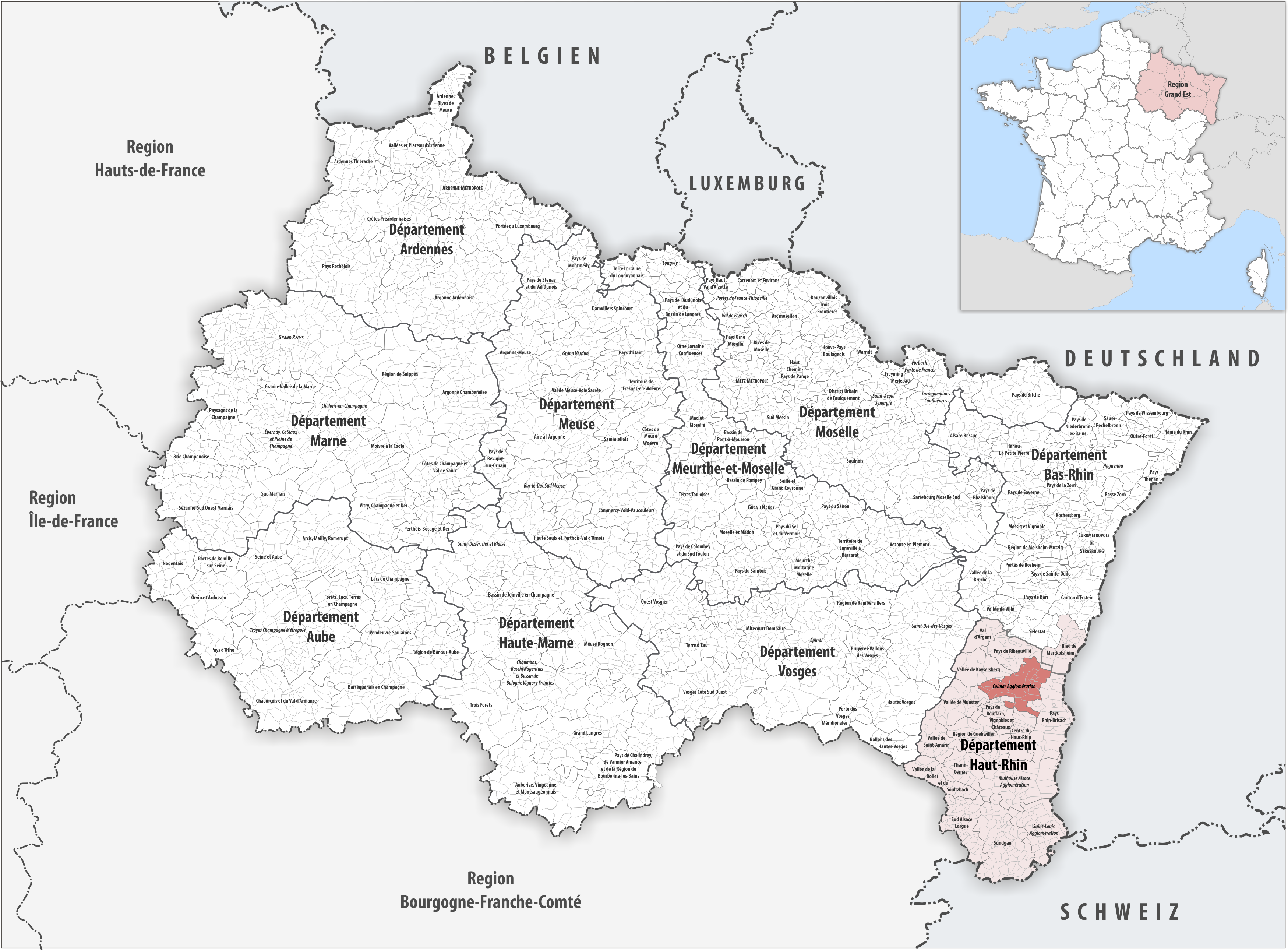
Colmar Agglomération au sein du Grand Est.

## Territoire communautaire

### Composition
La communauté d'agglomération est composée des 20 communes suivantes :

| Nom                     | Code Insee | Gentilé           | Superficie (km2) | Population (dernière pop. légale) | Densité (hab./km2) |
| ----------------------- | ---------- | ----------------- | ---------------- | --------------------------------- | ------------------ |
| Colmar (siège)          | 68066      | Colmariens        | 66,57            | 67 360 (2022)                     | 1 012              |
| Andolsheim              | 68007      | Andolsheimois     | 11,6             | 2 196 (2022)                      | 189                |
| Bischwihr               | 68038      | Bischwihrois      | 3,23             | 1 192 (2022)                      | 369                |
| Fortschwihr             | 68095      | Fortschwihriens   | 4,78             | 1 177 (2022)                      | 246                |
| Herrlisheim-près-Colmar | 68134      |                   | 7,68             | 1 903 (2022)                      | 248                |
| Horbourg-Wihr           | 68145      | Horbourgeois      | 9,42             | 6 247 (2022)                      | 663                |
| Houssen                 | 68146      | Houssenois        | 6,7              | 2 358 (2022)                      | 352                |
| Ingersheim              | 68155      | Ingersheimois     | 7,44             | 4 743 (2022)                      | 638                |
| Jebsheim                | 68157      | Jebsheimois       | 14,85            | 1 353 (2022)                      | 91                 |
| Muntzenheim             | 68227      | Muntzenheimois    | 6,48             | 1 281 (2022)                      | 198                |
| Niedermorschwihr        | 68237      | Morvilois         | 3,35             | 561 (2022)                        | 167                |
| Porte du Ried           | 68143      |                   | 9,49             | 1 914 (2022)                      | 202                |
| Sainte-Croix-en-Plaine  | 68295      | Saint-Cruciens    | 25,77            | 3 026 (2022)                      | 117                |
| Sundhoffen              | 68331      | Sundhoffiens      | 12,75            | 1 971 (2022)                      | 155                |
| Turckheim               | 68338      | Turckheimois      | 16,46            | 4 033 (2022)                      | 245                |
| Walbach                 | 68354      | Walbachois        | 5,45             | 926 (2022)                        | 170                |
| Wettolsheim             | 68365      | Wettolsheimois    | 8,86             | 1 771 (2022)                      | 200                |
| Wickerschwihr           | 68366      | Wickerschwihriens | 2,25             | 720 (2022)                        | 320                |
| Wintzenheim             | 68374      | Wintzenheimois    | 18,97            | 8 045 (2022)                      | 424                |
| Zimmerbach              | 68385      |                   | 2,26             | 823 (2022)                        | 364                |

### Démographie
| 1968   | 1975   | 1982   | 1990   | 1999    | 2009    | 2014    | 2020    |
| ------ | ------ | ------ | ------ | ------- | ------- | ------- | ------- |
| 85 060 | 95 130 | 96 142 | 98 724 | 104 149 | 109 427 | 111 997 | 113 968 |

## Administration

### Siège
Le siège de la communauté d'agglomération est situé à Colmar.

### Les élus
Le conseil communautaire de la communauté d'agglomération se compose de 60 conseillers, représentant chacune des communes membres et élus pour une durée de six ans.
Ils sont répartis comme suit :
| Nombre de conseillers | Communes                          |
| --------------------- | --------------------------------- |
| 30                    | Colmar                            |
| 5                     | Wintzenheim                       |
| 4                     | Horbourg-Wihr                     |
| 3                     | Ingersheim                        |
| 2                     | Sainte-Croix-en-Plaine, Turckheim |
| 1 (+1 suppléant)      | les 14 autres communes            |

### Présidents
|    | Nom | Nom            | Parti       | Début             | Fin            | Fonctions       |
| -- | --- | -------------- | ----------- | ----------------- | -------------- | --------------- |
| 01 |     | Gilbert Meyer  | UMP puis LR | 1er novembre 2003 | 9 juillet 2020 | Maire de Colmar |
| 02 |     | Éric Straumann | LR          | 9 juillet 2020    | En fonction    | Maire de Colmar |

### Les vice-présidents (2020-2026)
| Fonction           | Nom                     | Début | Fin         | Autres fonctions politiques      |
| ------------------ | ----------------------- | ----- | ----------- | -------------------------------- |
| 1er Vice-Président | M. Lucien Muller        | 2020  | En fonction | Maire de Wettolsheim             |
| 2e Vice-Président  | M. Serge Nicole         | 2020  | En fonction | Maire de Wintzenheim             |
| 3e Vice-Présidente | Mme Denise Stoecklé     | 2020  | En fonction | Maire d'Ingersheim               |
| 4e Vice-Présidente | Mme Marie-Laure Stoffel | 2020  | En fonction | Maire de Houssen                 |
| 5e Vice-Président  | M. Christian Rebert     | 2020  | En fonction | Maire d'Andolsheim               |
| 6e Vice-Présidente | Mme Isabelle Fuhrmann   | 2020  | En fonction | Conseillère municipale de Colmar |
| 7e Vice-Président  | M. Benoît Schlussel     | 2020  | En fonction | Maire de Turckheim               |
| 8e Vice-Président  | M. Thierry Stoebner     | 2020  | En fonction | Maire de Horbourg-Wihr           |
| 9e Vice-Président  | M. Alain Ramdani        | 2020  | En fonction | Conseiller municipal de Colmar   |
| 10e Vice-Président | M. Daniel Bernard       | 2020  | En fonction | Maire de Niedermorschwihr        |
| 11e Vice-Président | M. Tristan Denéchaud    | 2020  | En fonction | Conseiller municipal de Colmar   |

### Compétences

#### Compétences obligatoires
- Développement économique
- Aménagement de l’espace communautaire
- Équilibre social de l’habitat sur le territoire communautaire
- Politique de la ville dans la Communauté

#### Compétences optionnelles
- Assainissement des eaux usés
- Production et distribution de l'eau potable
- Protection et mise en valeur de l’environnement et du cadre de vie

#### Compétences facultatives
- Construction et gestion de la fourrière animale et construction d’un refuge animal.
- Construction et gestion de la fourrière automobile.
- Création et gestion d’aires d’accueil pour les gens du voyage
- Entretien, conservation et valorisation du canal du Muhlbach
- Sécurité civile
- Actions de promotion touristique de l’agglomération
- Prestations de services
- Maîtrise d’ouvrage
- Eaux pluviales
- Actions nouvelles au titre de l’enseignement supérieur

### Régime fiscal et budget
Le régime fiscal de la communauté d'agglomération est la fiscalité professionnelle unique (FPU).

## Transports
La communauté d'agglomération est devenue autorité organisatrice de la mobilité (AOM).

### Impact énergétique et climatique

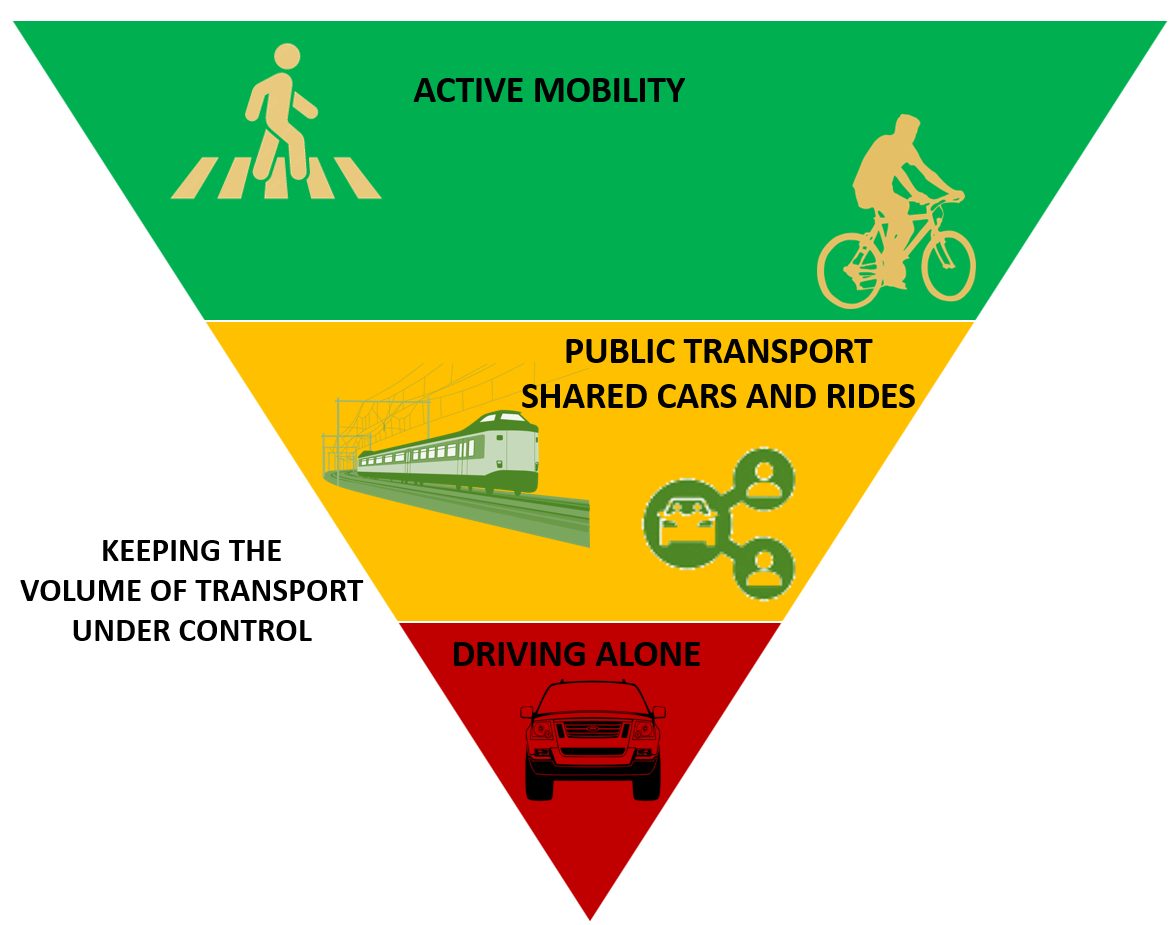
Pyramide de la mobilité, proposée par le projet européen Share North.

| -                              | Transports routiers | Autres transports |
| ------------------------------ | ------------------- | ----------------- |
| Carburant (GWh)                | 631                 | 5                 |
| Électricité (GWh)              | 1                   | 5                 |
| Gaz à effet de serre (ktéqCO2) | 159                 | 1                 |

## Énergie et climat
Dans le cadre du schéma régional d'aménagement, de développement durable et d'égalité des territoires (SRADDET) du Grand Est, ATMO Grand Est tient à jour les statistiques énergétiques  des établissements publics de coopération intercommunale de la collectivité européenne d'Alsace sous forme de diagramme de flux.
L'énergie finale annuelle, consommée en 2020, est exprimée en gigawatts-heures,.
| -                          | GWh   |
| -------------------------- | ----- |
| Électricité                | 654   |
| Carburants ou combustibles | 1 593 |
| Chaleur primaire           | 191   |

L'énergie produite en 2020 est également exprimée en gigawatts-heures.
| -                          | GWh |
| -------------------------- | --- |
| Électricité                | 6   |
| Carburants ou combustibles | 95  |
| Chaleur primaire           | 203 |

Les gaz à effet de serre sont exprimés en kilotonnes équivalent CO2.
| -                     | ktéqCO2 |
| --------------------- | ------- |
| Liées à l'énergie     | 424     |
| Non liées à l'énergie | 52      |